# Цюльке, Эрнст
Эрнст Цюльке (нем. Ernst Zühlke; 8 ноября 1895, Бреслау — 9 июня 1976, Кобург) — немецкий профсоюзный деятель и политик, депутат первого бундестага ФРГ.

## Биография
Эрнст Цюльке родился 8 ноября 1895 года в городе Бреслау (Вроцлав). Входил в состав Социал-демократической партии Германии (СДПГ) с 1919 года. 14 августа 1949 года он принял участие в первых парламентских выборах в Западной Германии, проходивших после окончания Второй мировой войны: набрал 35,7 % голосов и стал депутатом бундестага (M.d.B. № 11002607) Федеративной Республики Германии (ФРГ), заседавшего в городе Бонн с сентября 1949 по сентябрь 1953 года. Был награжден баварским орденом «За заслуги» 23 июня 1962 года. Скончался 9 июня 1976 года в городе Кобург.